# Jack Dylan Grazer
Jack Dylan Grazer (sinh ngày 3/9/2003) là nam diễn viên người Mỹ. Grazer nổi tiếng từ năm 2017 với vai Eddie Kaspbrak trong phim It. Năm 2019, anh góp mặt trong phim siêu anh hùng Shazam! với vai Freddy Freeman.

## Thời thơ ấu
Chú của Grazer là nhà sản xuất phim từng đoạt giải Oscar, Brian Grazer. Anh cũng có gốc Do Thái.

## Đời tư
Vào tháng 7 năm 2021, Grazer công khai là người song tính luyến ái trong phiên livestream trên Instagram của mình và bắt đầu sử dụng đại từ nhân xưng anh ấy/họ (he/they).

## Danh sách phim

### Điện ảnh
| Năm  | Tên phim         | Vai diễn         | Ghi chú |
| ---- | ---------------- | ---------------- | ------- |
| 2017 | Chú hề ma quái   | Eddie Kaspbrak   |         |
| 2019 | Shazam!          | Freddy Freeman   |         |
| 2019 | Chú hề ma quái 2 | Eddie Kaspbrak   |         |
| 2021 | Mùa hè của Luca  | Alberto Scorfano |         |